# 數位電視轉化
數碼電視轉換，也稱為數碼轉換（DSO），模擬訊號關閉（ASO），是指将模擬電視轉換为數字電視的过程。由各個國家/地區按照不同的時間表進行，這主要涉及將地面模拟电视器材改换为地面数字电视器材，主要好處是無線電頻譜上的額外頻率並降低了廣播成本，並提高了消費者的觀看質量。

## 各國情形
地面數位傳輸廣播科技的推廣，已令許多國家計劃逐步淘汰現有類比廣播。目前大部份歐洲國家已經從類比電視轉換到地面數位電視，歐盟曾在2009年10月28日表示希望數位電視轉換能在2012年之前完成切換。此表顯示地面數位電視的推出和結束類比電視的國家。

數位電視過渡進程的世界地圖。
圖例：
已經過渡完成，所有類比信號已終止
過渡基本完成，仅留存少量模拟信号
轉型過程中，現同時廣播類比訊號和數位訊號
尚未開始轉變，只廣播類比信號
無可用資料